# Фатгабад (Коміджан)
Фатгабад (перс. فتح اباد) — село в Ірані, у дегестані Есфандан, в Центральному бахші, шахрестані Коміджан остану Марказі. За даними перепису 2006 року, його населення становило 440 осіб, що проживали у складі 119 сімей.

## Клімат
Середня річна температура становить 11,74°C, середня максимальна – 31,58°C, а середня мінімальна – -11,07°C. Середня річна кількість опадів – 272 мм.
| Клімат поселення                              | Клімат поселення | Клімат поселення | Клімат поселення | Клімат поселення | Клімат поселення | Клімат поселення | Клімат поселення | Клімат поселення | Клімат поселення | Клімат поселення | Клімат поселення | Клімат поселення | Клімат поселення |
| Показник                                      | Січ.             | Лют.             | Бер.             | Квіт.            | Трав.            | Черв.            | Лип.             | Серп.            | Вер.             | Жовт.            | Лист.            | Груд.            |                  |
| Середній максимум, °C                         | 6,89             | 9,18             | 13,78            | 19,24            | 23,86            | 30,22            | 31,58            | 30,47            | 25,88            | 20,43            | 13,45            | 7,80             |                  |
| Середня температура, °C                       | −2,08            | 0,20             | 4,80             | 10,27            | 14,90            | 21,25            | 25,26            | 24,14            | 19,56            | 14,10            | 7,12             | 1,46             |                  |
| Середній мінімум, °C                          | −11,07           | −8,78            | −4,18            | 1,29             | 5,91             | 12,27            | 18,91            | 17,81            | 13,21            | 7,77             | 0,79             | −4,86            |                  |
| Норма опадів, мм                              | 39               | 35               | 48               | 39               | 34               | 6                | 1                | 1                | 0                | 9                | 23               | 37               |                  |
| Середньомісячна швидкість вітру, м/с          | 1.98             | 1.98             | 3.16             | 3.27             | 2.70             | 2.52             | 2.56             | 2.42             | 2.30             | 2.18             | 1.88             | 1.83             |                  |
| Середньомісячна сонячна радіація, кДж/м²·день | 8792             | 11960            | 14441            | 17944            | 22102            | 26780            | 25995            | 23917            | 20643            | 15093            | 10747            | 8651             |                  |
| --------------------------------------------- | ---------------- | ---------------- | ---------------- | ---------------- | ---------------- | ---------------- | ---------------- | ---------------- | ---------------- | ---------------- | ---------------- | ---------------- | ---------------- |
| Джерело:                                      |                  |                  |                  |                  |                  |                  |                  |                  |                  |                  |                  |                  |                  |